# Gorenjak
Gorenjak je priimek v Sloveniji, ki ga je po podatkih Statističnega urada Republike Slovenije na dan 1. januarja 2010 uporabljalo 211 oseb in je med vsemi priimki po pogostosti uporabe uvrščen na 2.013. mesto.

## Znani nosilci priimka
- Tina Gorenjak (*1972), igralka